# Too Human
Too Human è un videogioco action-RPG del 2008, sviluppato da Silicon Knights e pubblicato da Microsoft Games Studios in esclusiva per Xbox 360.
Il videogioco è famoso per essere rimasto in fase di lavorazione per circa dieci anni: inizialmente previsto per il 2000 su PlayStation, successivamente lo sviluppo fu spostato su Game Cube finché i diritti non furono definitivamente acquisiti da Microsoft nel 2005.

## Sinossi
Poco dopo l'ascesa degli dei norreni, alcune macchine senzienti di origini misteriose attaccarono l'umanità; ben presto scoppiò una lunga guerra che si combatté attraverso il massiccio impiego di armi nucleari: il risultato del conflitto fu il Thimble Winter, un inverno nucleare che spazzò via tutte le civiltà e spinse l'umanità sul baratro dell'estinzione. Negli anni successivi le macchine continuarono a prosperare, riprodursi e cacciare gli uomini, prive di un vero scopo apparente; i pochi superstiti si riunirono a Midgar e riposero la loro fiducia in Odin, un grande scienziato che creò gli Asi unendo uomini e macchine.

## Seguito annullato
Nel 2010 i dirigenti di Silicon Knights annunciarono che un sequel di Too Human era in via di sviluppo; tuttavia, a causa di una controversia legale con Epic Games per l'uso improprio dell'Unreal Engine 3, l'azienda si ritrovò a pagare una multa di circa cinque milioni di dollari e nel 2015 dichiarò il fallimento per bancarotta.